# Ахад Мухтар
Ахад Мухтар (тал. Әһәд Мохтар; 12 декабря 1937 года, село Какалос, Астаринский район, Азербайджанская ССР — 23 мая 1998 года, там же, Азербайджан) — талышский поэт, переводчик, писатель, публицист.

## Биография
Ганбаров Ахадулла Мухтар оглы родился 12 декабря 1937 года в деревне Какалос, Астаринского района, Азербайджанской ССР. В 5-летнем возрасте потерял отца, а в 10-летнем мать, воспитывался бабушкой Халимой. Окончил среднюю школу в родном селе. В 1960 году окончил филологический факультет Азербайджанского педагогического института с красным дипломом. После получения высшего образования некоторое время проработал учителем, а позже работал заведующим отделом (1967-1979 гг.) и ответственным секретарем (1979-1998 гг.) в литературном журнале «Ulduz» («Звезда»). Его первый сборник стихотворений на азербайджанском языке «Şəfəq seli» («Потоп зари») был опубликован в 1969 году. Является автором множества поэтических книг на азербайджанском языке. Являлся членом Союза писателей Азербайджана.
23 мая 1998 года на 61 году жизни Ахад Мухтар умер, похоронен в родном селе Какалос, Астаринского района, Азербайджана.

## Творчество
С 1960-х годов начал писать стихи на азербайджанском, в том числе о своей родной деревне Какалос, о талышских горах, о своём районе. Основными темами воспеваемыми поэтомы были: любовь к родине, красота родной земли; дружба; братство; любовь. Многие стихи отражают прекрасную природу его родной деревни. Поэт описывал очаровательную природу Какалоса и гостеприимство людей на поэтическом языке. Стихотворения Ахада Мухтара хорошо известны его односельчанам и заучиваются ими наизусть.
В 1990-х годах участвовал в талышских собраниях, в 1992 году была создана газета «Толыши садо» и стихотворения Ахад Мухтара печатались в ней. В 1993 году Ахад Мухтар выступил редактором сборника стихотворений Зульфугара Ахмедзаде «Кыринго». В 1997 году вышел сборник стихотворений на талышском языке «Чымы дыли ғысмәтиш» («Моего сердца судьба»), который вобрал в себя лирические стихотворения, поэмы, газели. В сборнике «Чымы дыли ғысмәтиш» была опубликована его первая поэма на талышском языке «Арчиони отәшә ов» («Горящая вода Арчивана»). Ахад Мухтар также уделял место рубаям и газелям на талышском языке.
Отдельное место в творчестве поэта занимала переводческая деятельность. Ахад Мухтар переводил стихи, романы, повести с русского, узбекского, киргизского, казахского языков на азербайджанский. Осуществил перевод с талышского языка поэмы Зульфугара Ахмедзаде «Дәвардә ружон» («Прошедшие дни») на азербайджанский язык.
В последние годы своей жизни он работал в журнале «Azərbaycan» («Азербайджан») и газете «Şəhriyar» («Шахрияр»).
25 октября 1997 года в родной деревне Ахад Мухатара был проведён его 60-ти летний юбилей, на котором он сам поучаствовал, зачитывал свои стихотворения, получал поздравления. На юбилее поэтом Мехман Гараханизоа было зачитано стихотворение «Çı dınyoku ta məkə» («Не держи обиду на этот мир»), которое он посвятил своему учителю Ахад Мухтару в честь юбилея.
Одна из центральный улиц в городе Астаре названа в честь Ахада Мухтара. Фарбия Шабанова создатель талышского ансамбля «Авасор» и музея в деревне Какалос, собрала всё, что касается жизни Ахад Мухтара. В музее ему посвящён уголок, есть фотографии и книги поэта.
В 2007 году в родной деревне был проведён 70-ти летний юбилей поэта.

### Сборники стихов

#### На талышском языке
- «Чымы дыли ғысмәтиш» («Моего сердца судьба»), Баку, 1997

#### На азербайджанском языке
- «Salam insanlar» («Здравствуйте, люди»)
- «Qönçələr açılır» («Почки открываются»)
- «Doğmalıq» («Родной»)
- «Dünya yaman dünyadı» («Мир, этот плохой мир»)

### Стихотворения
- «Банди зоә» (тал. «Сын гор»)[1]
- «Әмә толышонимон» (тал. «Мы — талыши»)[12]
- «Ланкон» (тал. «Ленкорань»)
- «Дасым бәты рәсдәни» (тал. «Не дотянуться до тебя»)
- «Gəlib Lənkərana general Həzi» (азерб. «Прибыл в Ленкорань генерал Ази»)[6]
- «Bu torpaqda bitən dəmirağacam»
- «Dost görüşünə tələsirəm» (азерб. «Я спешу на встречу с другом»)[13]
- «Şair ömrü» (азерб. «Жизнь поэта»)

### Перевёл на азербайджанский
- «Сибирь», Марков Георгий
- «Фараон», Болеслав Прус
- «Желтая роза», Ташли Гурбанов